# Phà Cát Lái

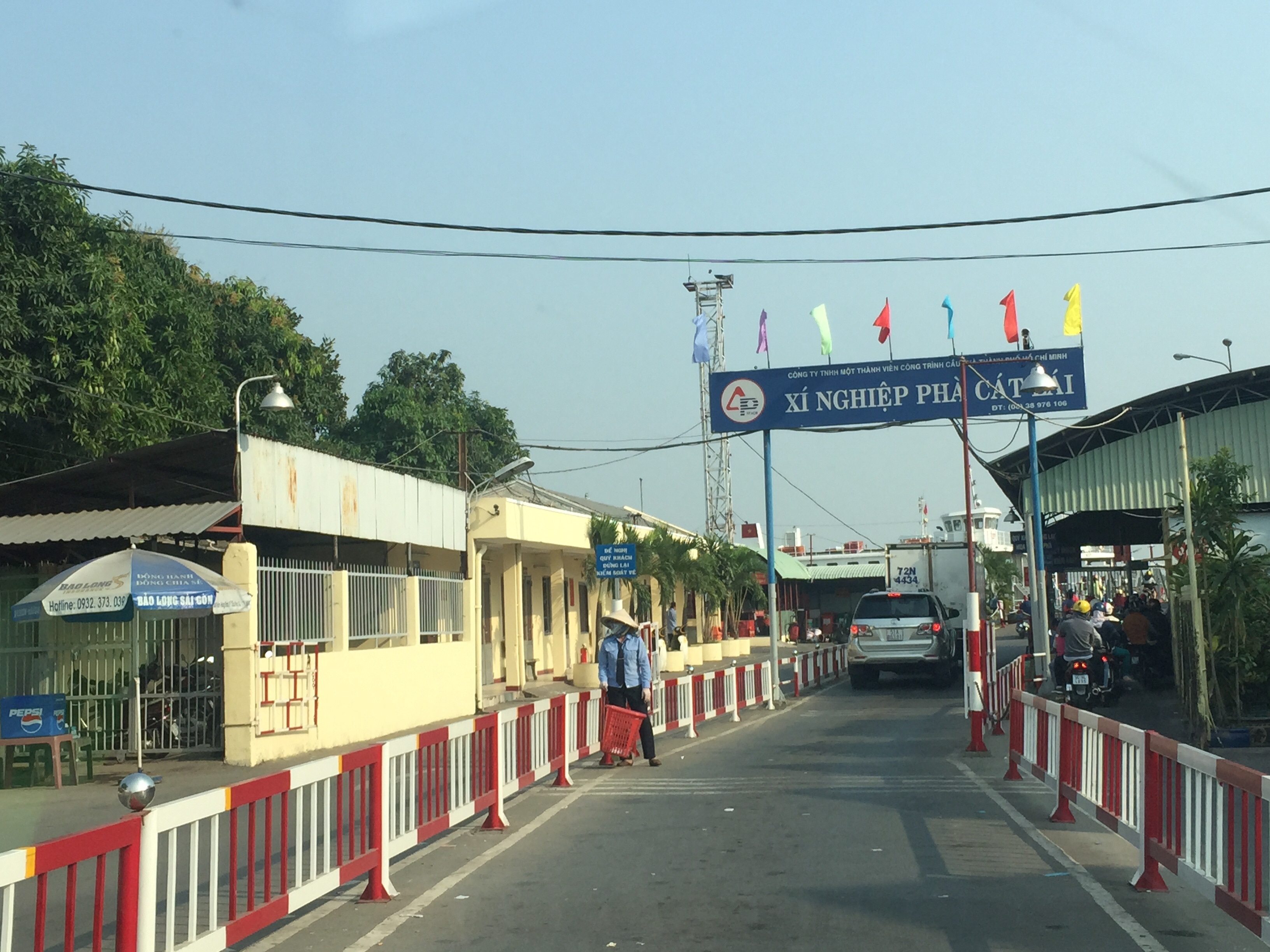
Bến phà Cát Lái phía Thành phố Thủ Đức

Phà Cát Lái là một tuyến phà trên sông Đồng Nai, kết nối giao thông giữa thành phố Thủ Đức, Thành phố Hồ Chí Minh với huyện Nhơn Trạch, tỉnh Đồng Nai, Việt Nam.

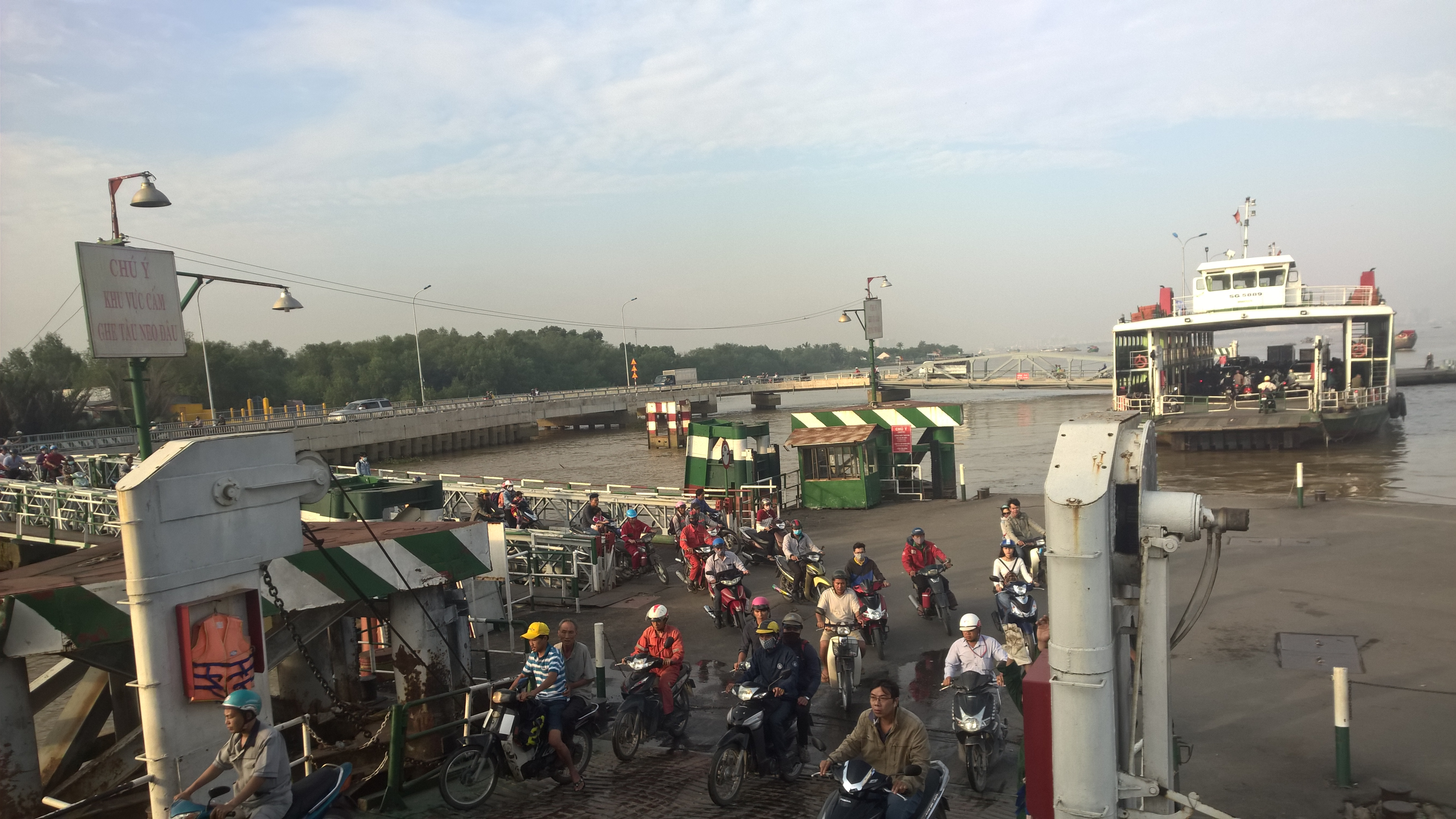
Bến phà Cát Lái phía Nhơn Trạch

Bến phà phía Thành phố Hồ Chí Minh nằm ở cuối đường Nguyễn Thị Định, thuộc địa bàn hai phường Cát Lái và Thạnh Mỹ Lợi, thành phố Thủ Đức; còn bến phà phía Đồng Nai nằm ở đầu đường Lý Thái Tổ, thuộc địa bàn xã Phú Hữu, huyện Nhơn Trạch.

## Giai đoạn trước 2016
Trước năm 2016 bến phà được quản lý bởi Xí Nghiệp Phà Cát Lái trực thuộc Công Ty TNHH MTV Công Trình Cầu Phà TP Hồ Chí Minh (sau đổi tên thành Công Ty Cổ Phần Công Trình Cầu Phà TPHCM).
Đồng phục chủ đạo là áo sơ mi xanh dương và quần tây đen.
Từ ngày 1/1/2012 bến phà Thủ Thiêm chấm dứt hoạt động nên các phương tiện phà được điều chuyển về bến phà Cát Lái vận hành.

## Giai đoạn từ 2016 về sau
Từ 1/1/2016, bến phà Cát Lái được điều chuyển cho Công ty TNHH một thành viên Dịch vụ công ích Thanh niên xung phong tiếp nhận quản lý . Khối lượng bàn giao tiếp nhận là nguyên canh nguyên cư Bến phà Cát Lái và khối công tác quản lý phà liên quan của Công ty TNHH một thành viên Công trình Cầu phà Thành phố nhằm đảm bảo duy trì hoạt động bình thường, an toàn của bến phà khi chuyển giao cho Công ty TNHH một thành viên Dịch vụ công ích Thanh niên xung phong.
Màu sơn, tên phà được thay đổi, đồng phục nhân viên chuyển sang trang phục của Thanh niên xung phong, quần áo dài tay màu xanh lá, riêng lái phà mang áo sơ mi trắng và quần kaki màu xanh lá.

## Sự cố tàu biển va chạm ngày 2/4/2020
Sáng này 2/4, một tàu biển chở container đã va chạm vào bến phao phà Cát Lái phía quận 2 (TPHCM) khiến việc tổ chức giao thông qua bến phà bị ảnh hưởng. Vụ va chạm không gây thiệt hại về người nhưng khiến trụ định vị cụm phao nổi và cầu dẫn 30 tấn bị hư hỏng, cong vênh nên không thể phục vụ xe tải trọng lớn. Ngoài ra 2 phương tiện phà bị hư hỏng nặng là phà Cát Lái A SG-6005 và Cát Lái F SG-6084.
Sau sự cố bến phà Cát Lái chỉ khai thác cầu phao 8 tấn còn lại và không phục vụ phương tiện có tải trọng trên 8 tấn.
Đến tháng 1 năm 2021 các hư hỏng đã được sữa chữa. Phà Cát Lái A đã quay lại vận hành vào tháng 11/2020 còn phà Cát Lái F hư hỏng nặng phần chân vịt Schottel nên tới tháng 10 năm 2021 phà mới hoàn thành công tác sửa chữa và quay lại hoạt động.

## Đội phà

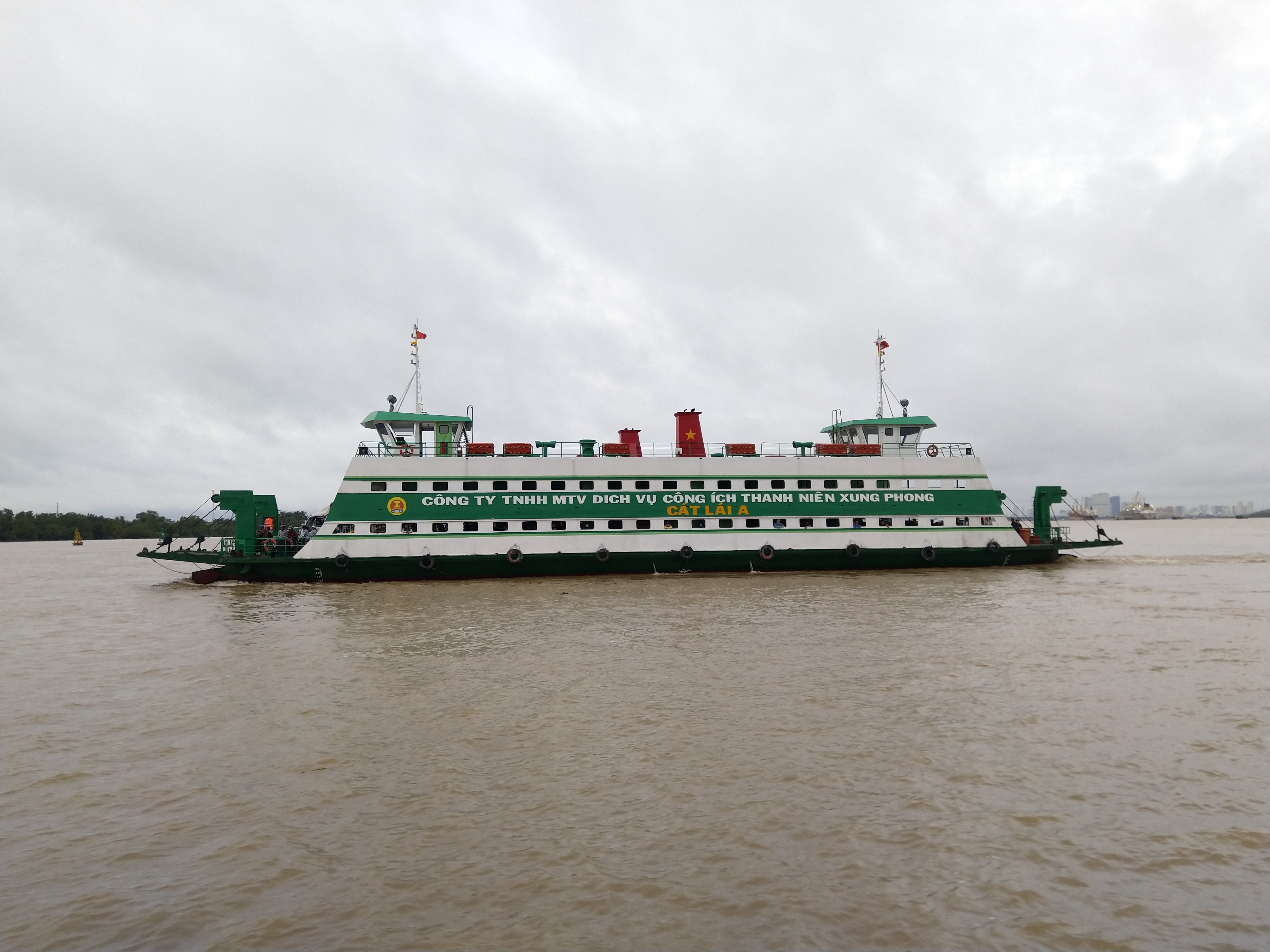
Phà Cát Lái A

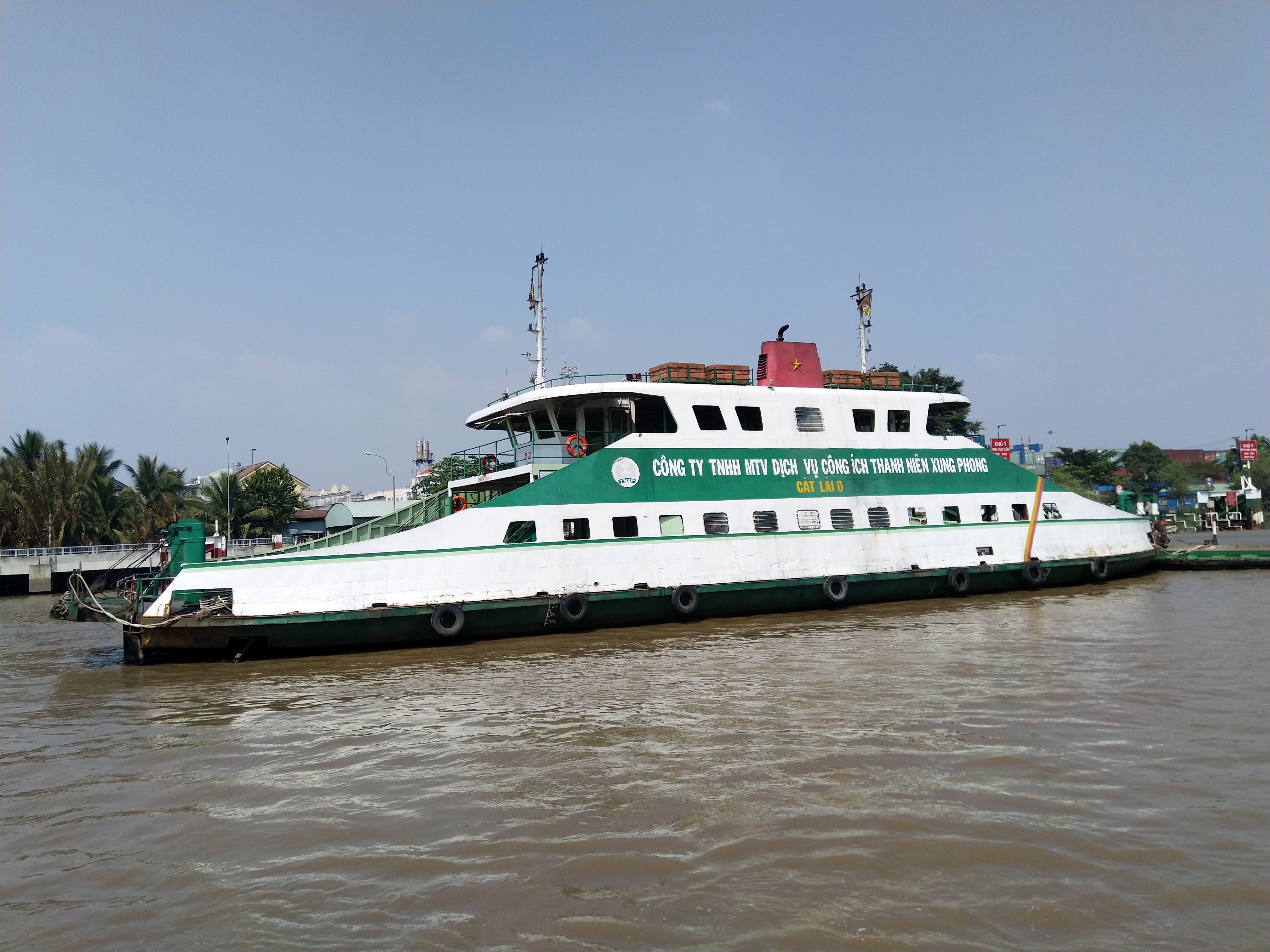
Phà Cát Lái D

Tính đến tháng 8 năm 2022, bến phà Cát Lái có tổng cộng 12 phà các loại từ 60 đến 200 tấn. Nhưng chỉ hoạt động thường xuyên 4 phà 100 tấn và 2 phà 200 tấn, có 2 phà hết niên hạn sử dụng gòm phà Cát Lái I 60 tấn và phà Cát Lái G 100 tấn.
Còn 2 phà 60 tấn đủ điều kiện hoạt động dùng làm phà dự bị phòng khi khi có phà gặp sự cố máy móc. 2 phà 60 tấn khác điều động về phà Bình Khánh với chức năng tương tự.